# Baby It's You (JoJo)
Baby It's You è un singolo della cantante statunitense JoJo, pubblicato il 6 settembre 2004 come secondo estratto dal primo album in studio eponimo.

## Descrizione
Scritto da Harvey Mason, Jr., Damon Thomas, Eric Dawkins e Antonio Dixon, e prodotto da The Underdogs, il brano vede la partecipazione del rapper americano Bow Wow. La canzone ha avuto un buon successo, raggiungendo la numero 22 della Billboard Hot 100 e la numero 8 nella UK Singles Chart ed entrando nella top 40 in altri nove paesi.

## Video musicale
Il video del brano è stato diretto da Erik White al parco divertimenti Six Flags Magic Mountain. Ha debuttato su TRL il 7 settembre 2004, raggiungendo il quarto posto e durando 23 giorni nel countdown, e poi nel programma 106 & Park il 21 settembre.

## Tracce
UK CD1
1. Baby It's You (featuring Bow Wow) – 3:36
2. Baby It's You (Full Phat Street Mix) – 3:28

UK CD2 / Australian CD single
1. Baby It's You (featuring Bow Wow) – 3:36
2. Baby It's You (Full Phat Street Mix) – 3:28
3. Leave (Get Out) (Copenhaniacs Remix) – 3:50
4. Leave (Get Out) (Funky Angelz Remix) – 4:15
5. Baby It's You (video featuring Bow Wow) – 3:39

EU CD single
1. Baby It's You (featuring Bow Wow) – 3:41
2. Baby It's You – 3:15

German Pock It! CD single
1. Baby It's You (featuring Bow Wow)
2. Leave (Get Out) (album version)

## Classifiche

### Classifiche settimanali
| Classifica (2004-05) | Posizione massima |
| -------------------- | ----------------- |
| Australia            | 16                |
| Austria              | 41                |
| Belgio (Fiandre)     | 41                |
| Belgio (Vallonia)    | 13                |
| Canada               | 8                 |
| Danimarca            | 15                |
| Germania             | 15                |
| Irlanda              | 13                |
| Nuova Zelanda        | 3                 |
| Paesi Bassi          | 36                |
| Regno Unito          | 8                 |
| Repubblica Ceca      | 30                |
| Romania              | 49                |
| Stati Uniti          | 22                |
| Svezia               | 50                |
| Svizzera             | 14                |

### Classifiche di fine anno
| Classifica (2005) | Posizione |
| ----------------- | --------- |
| Nuova Zelanda     | 41        |